# Bistum Cartagena
Das Bistum Cartagena (lat.: Dioecesis Carthaginensis in Hispania) ist eine in Spanien gelegene römisch-katholische Diözese mit Sitz in Murcia.

## Geschichte
Das Bistum Cartagena wurde im 1. Jahrhundert errichtet. Am 9. Juli 1492 wurde das Bistum Cartagena dem Erzbistum Valencia als Suffraganbistum unterstellt. Das Bistum Cartagena gab am 14. Juli 1564 Teile seines Territoriums zur Gründung des Bistums Orihuela ab. 1851 wurde das Bistum Cartagena dem Erzbistum Granada als Suffraganbistum unterstellt. Am 2. November 1949 gab das Bistum Cartagena Teile seines Territoriums zur Gründung des Bistums Albacete ab.

## Weblinks

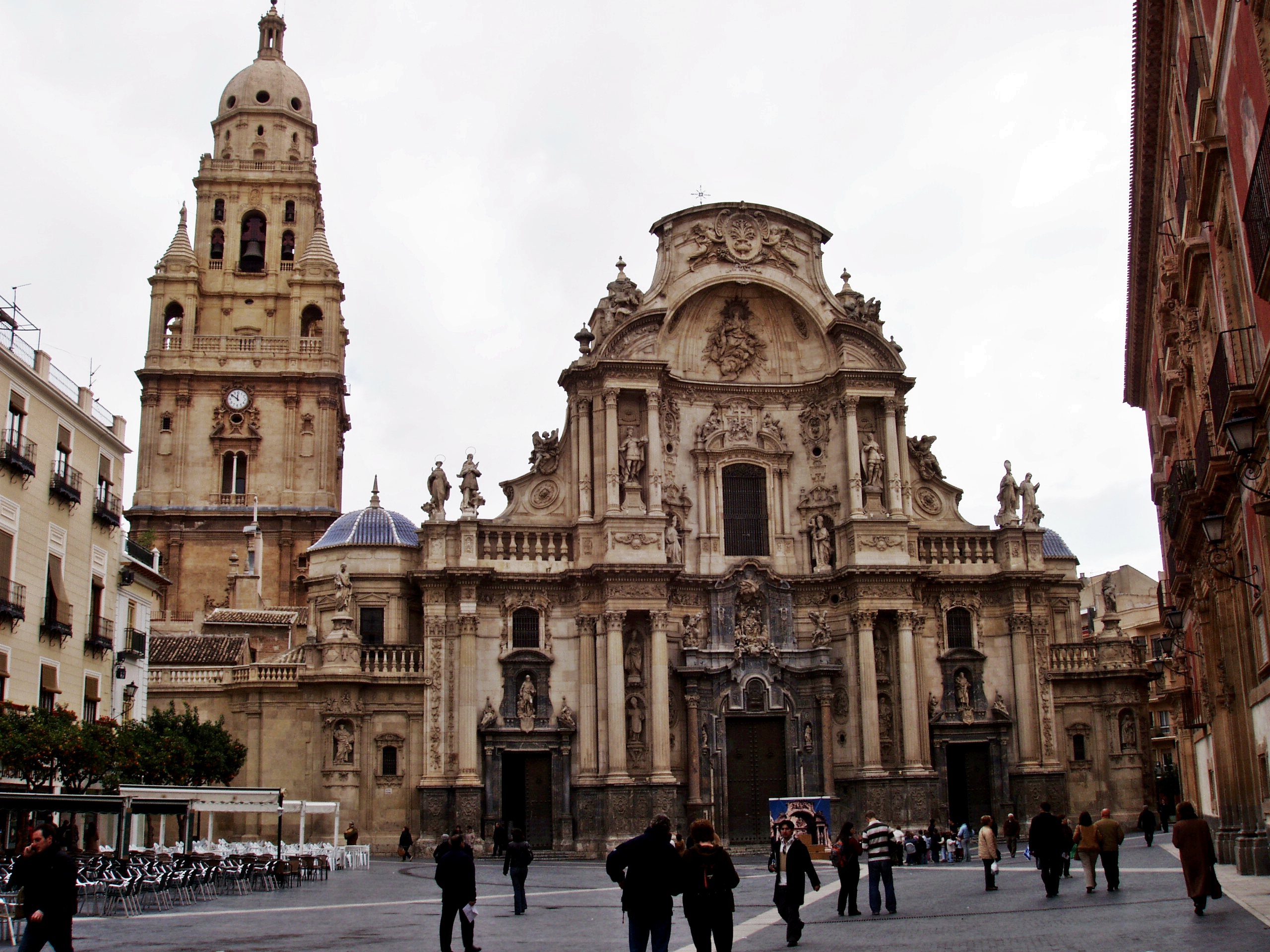
Kathedrale Santa María in Murcia